# Hilda ceres
Hilda ceres är en insektsart som beskrevs av Rauno E. Linnavuori 1973. Hilda ceres ingår i släktet Hilda och familjen Tettigometridae. Inga underarter finns listade i Catalogue of Life.